# Telipogon berthae
Telipogon berthae är en orkidéart som beskrevs av Pedro Ortiz Valdivieso. Telipogon berthae ingår i släktet Telipogon och familjen orkidéer.
Artens utbredningsområde är Colombia. Inga underarter finns listade i Catalogue of Life.